# Siegfried Herrmann (Leichtathlet)

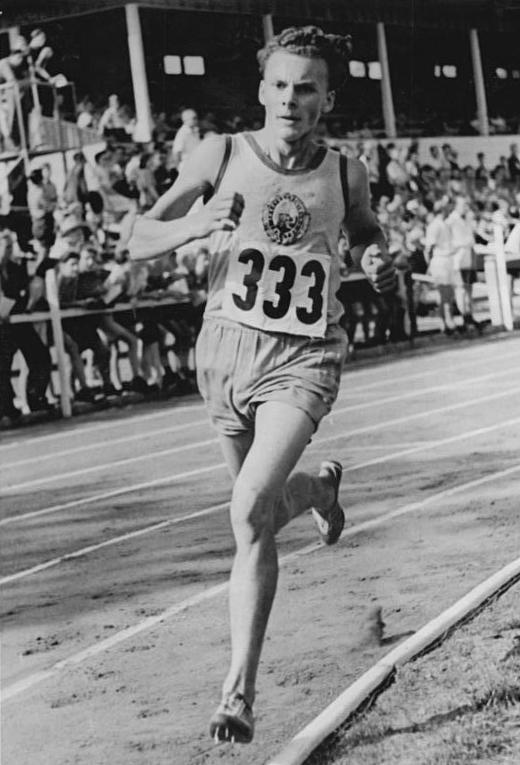
Herrmann bei den DDR-Meisterschaften 1952

Siegfried Herrmann (* 7. November 1932 in Unterschönau, Landkreis Herrschaft Schmalkalden, Provinz Hessen-Nassau; † 14. Februar 2017 in Erfurt) war ein deutscher Leichtathlet und Olympiateilnehmer, der in den 1950er- und 1960er-Jahren – für die DDR startend – ein erfolgreicher Mittel- und Langstreckenläufer war.

## Leben
Siegfried Herrmann wuchs in einem der preußischen Teile Thüringens auf. 1951–1953 war er ein erfolgreicher Skilangläufer, ehe er sich der Leichtathletik verschrieb.
Als Starter in der gesamtdeutschen Olympiamannschaft 1956 in Melbourne erlitt Herrmann im Vorlauf über 1500 m einen Achillessehnenriss und schied aus. Am 5. August 1965 stellte er in Erfurt mit der Zeit von 7:46,0 min einen Weltrekord im 3000-Meter-Lauf auf. 1966 gewann er die Silbermedaille der Europäischen Hallenspiele im 3000-Meter-Lauf.
Er wurde achtmal DDR-Meister: 1964, 1965 und 1966 im 5000-Meter-Lauf, 1966 im 10.000-Meter-Lauf, 1960 und 1961 im Kurzstrecken-Crosslauf sowie 1964 und 1966 im Langstrecken-Crosslauf. Von 1952 bis 1965 stellte er insgesamt 21 DDR-Rekorde im 800-Meter-Lauf, 1000-Meter-Lauf, 1500-Meter-Lauf, 3000-Meter-Lauf und 5000-Meter-Lauf auf. Siegfried Herrmann gehörte bis 1951 Rot-Weiß Unterschönau und dann von 1951 bis 1953 der Betriebssportgemeinschaft Traktor Unterschönau an. Dann wechselte er über den Sportverein Einheit-Mitte zum SC Chemie Halle und gehörte ab 1962 dem SC Turbine Erfurt an. In seiner Wettkampfzeit war Herrmann 1,76 m groß und 65 kg schwer. Sein Bruder Hubert Herrmann war 1954 DDR-Meister über 1500 Meter.
Während er sich auf die Olympischen Spiele 1956 noch mit einem reinen Intervalltraining vorbereitet (und seine Achillessehne durch das viele Bahntraining in Spikes vorgeschädigt) hatte, stellte er vor der Saison 1964 mit seinem Trainer Ewald Mertens das Training auf Dauerlauf um und begann mit neuem Elan nun die längeren Strecken für sich zu erschließen.
Noch während seiner aktiven Zeit absolvierte der gelernte Tischler- und Industriemeister ein Fernstudium an der Deutschen Hochschule für Körperkultur zum Diplomsportlehrer mit der Spezialisierung als Trainer. Ab 1976 betreute Herrmann neben den Läufern auch die Geher in Erfurt, darunter den Olympiasieger von 1980 Hartwig Gauder. Als Trainer war er noch bis zum Jahr 2000 aktiv.

## Einsätze bei internationalen Höhepunkten
- 1955, Welt-Studentenspiele: Platz 3 im 1500-Meter-Lauf (3:42,6 min)
- 1956, Olympische Spiele im 1500-Meter-Vorlauf verletzt aufgegeben
- 1958, Europameisterschaften: Platz 6 im 1500-Meter-Lauf (3:43,4 min)
- 1962, Europameisterschaften: Platz 7 im 5000-Meter-Lauf (14:05,0 min)
- 1964, Olympische Spiele: Platz 11 im 10.000-Meter-Lauf (29:27,0 min)
- 1966, Europäische Hallenspiele: Platz 2 im 3000-Meter-Lauf (7:57,2 min)
- 1966, Europameisterschaften: 5000-Meter-Vorlauf ausgeschieden